# 고흥 영오리 석조보살입상
영오리 석조보살입상(永梧里 石造菩薩立像)은 대한민국 전라남도 고흥군 두원면 영오리에 있는 불상이다. 2019년 7월 2일 예고를 거쳐, 2019년 7월 23일 고흥군의 향토문화재 제2호로 지정되었다.

## 개요
영오리 석조보살입상은 두원면 영오리 525-6(영동마을)번지에 전해지는데 영동마을 입구 승강장 뒤편에서 대나무밭 쪽으로 이어지는 골목길에 접어들어 민가 앞마당을 우측으로 통과하여 집 뒤 대나무 숲에서 약 30미터 정도에 위치한다.
영동마을은 "영적골(永迪골)"이라고 불러지다가 1460년 밀양박씨가 입기설촌(入基設村)하면서 다시 영동이라 개칭한 이래 변함없이 오늘에 이르고 있다.
석조보살입상은 삼산형 관모를 쓴 보살입상으로 고려초기 보살상으로 추정된다. 이와 유사한 형태의 보살상은 경북 김천 봉산면에 있는《금릉 덕천리 석조관음보살입상》(경상북도 유형문화재 제250호)과 의성 단밀 낙단보 개발시 발견된 《의성 생송리 마애보살좌상》(경상북도 유형문화재 제432호) 등이다.
지역적으로 한반도의 끝 영오리에 고려초기 보살상으로 추정되는 석조보살상이 조성된 것은 어떤 의미를 지니는지 연구가 필요하며, 아울러 두원면 용산리 석조관음보살상(고려후기 추정, 전라남도 유형문화재 제158호)과 풍양면 율치리 정토사 석조여래입상(불두 미상,비지정), 도화면 봉룡리 성불사 석조여래입상(비지정) 등의 연관성에 대해서도 연구가 필요하다.

## 지정 사유
조보살입상은 고려시대 초기에 조성된 것으로 향토문화재 지정 후 학술용역 등을 거쳐 전라남도 지정 문화재로 신청해야 할 것으로 가치가 크다.